# جون بولتون (سياسي)
جون بولتون هو سياسي كندي، ولد في 18 نوفمبر 1824، وتوفي في 14 يوليو 1872. حزبياً، نشط في الحزب الليبرالي الكندي. وقد انتخب عضو مجلس العموم الكندي.